# 腊子口战役旧址
腊子口战役旧址，位于中国甘肃省迭部县腊子口乡，为1935年9月腊子口战役发生地。1981年9月10日，列为省级文物保护单位。1980年8月21日，修建了腊子口战役纪念碑。2005年，建立腊子口战役纪念馆；2009年，在距腊子口战役遗址3公里处朱立沟兴建腊子口战役纪念馆新馆，2010年正式开馆。2013年3月5日公布为第七批全国重点文物保护单位。